# Pannone (Mori)

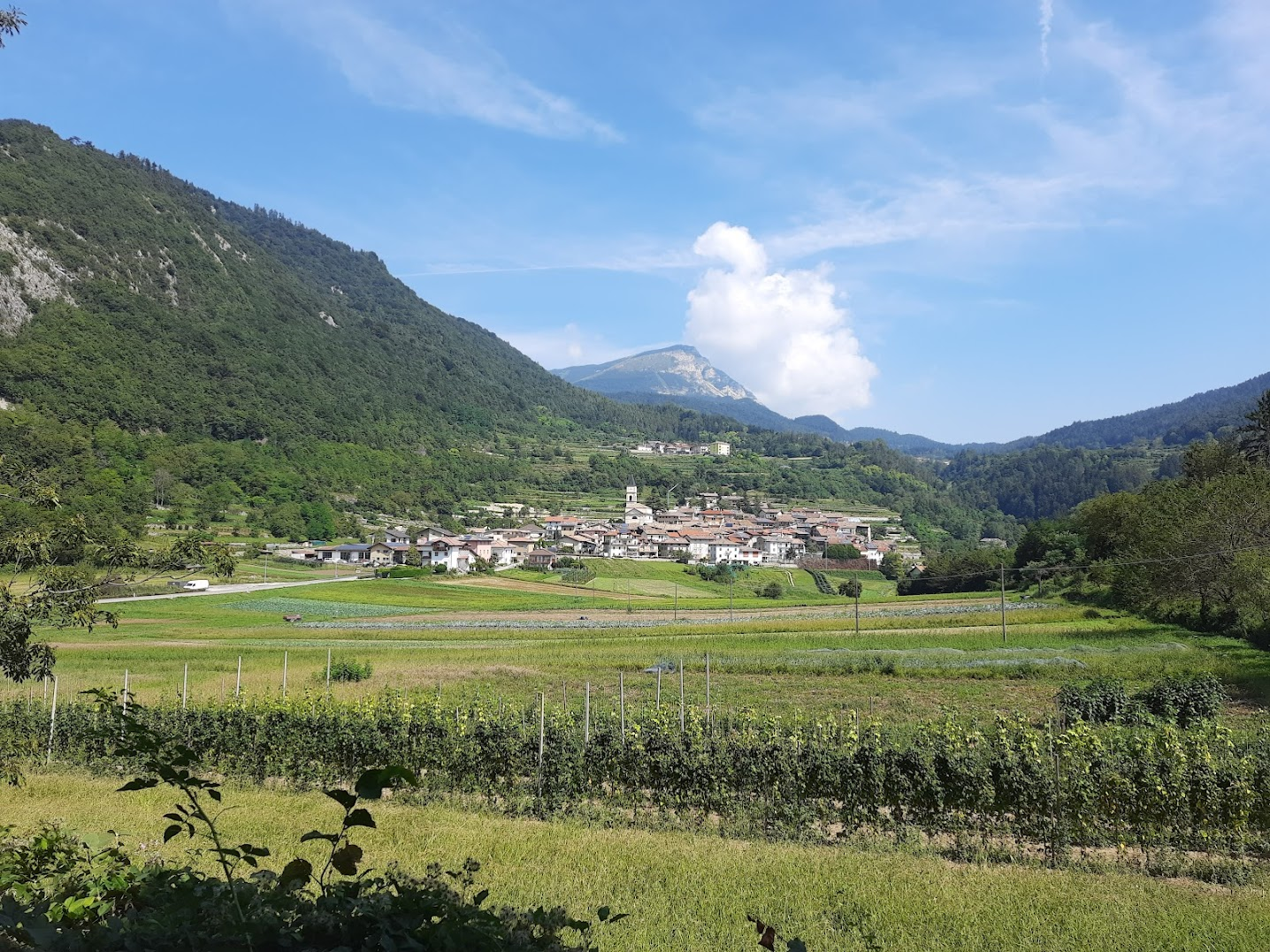
Pannone vom Pinienhain (pineta) aus gesehen.

Pannone ist eine Ortschaft mit etwa 200 Einwohnern in der Val di Gresta in der italienischen Provinz Trient (Trentino-Südtirol). Das Dorf liegt in der fruchtbaren Ebene von Volture, die für den Anbau von Weißkohl, Karotten und Kartoffeln bekannt ist. Aufgrund seiner zentralen Lage zwischen dem oberen und unteren Talbereich war Pannone bis 1971 Sitz der Gemeinde Gardumo, bevor diese auf die heutigen Gemeinden Mori und Ronzo-Chienis aufgeteilt wurde. Heute ist Pannone eine Fraktion der Gemeinde Mori.

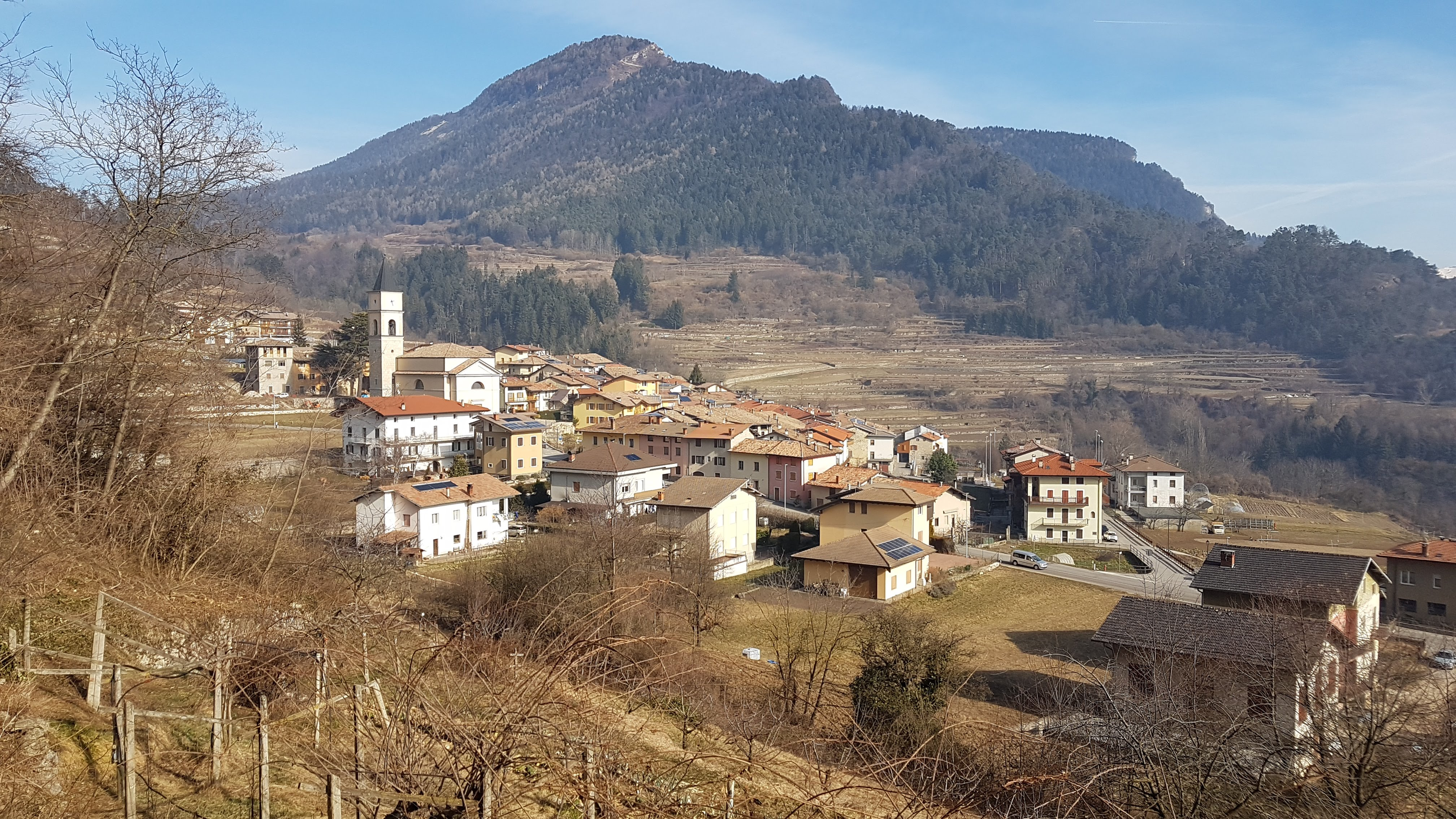
Pannone im Februar 2020

## Geschichte und Struktur
Der Name Pannone könnte von der pannonischen Volksgruppe stammen, die mit den Langobarden während ihrer Eroberung von Norditalien verbündet war. Das Dorf gliedert sich in vier Viertel, die durch die historische römische Straße geformt wurden. Diese alte Handelsroute verband den Gardasee mit der oberen Val di Gresta.
Der ursprüngliche Ortskern wurde im Ersten Weltkrieg schwer beschädigt und später vollständig abgetragen. An seiner Stelle entstand eine großzügige Piazza, umgeben von neu errichteten Häusern, für die behauene Steine aus dem ehemaligen Fort "Delle Dosse" wiederverwendet wurden.
Trotz der Zerstörungen haben sich einige historische Gebäude erhalten, darunter die ehemalige Pfarrkanzlei, einst Sitz des Vikars von Gresta, sowie mehrere stattliche Bürgerhäuser. Besonders bemerkenswert sind die Gebäude im sogenannten "Martini-Quartier", darunter ein Lagerhaus der Adelsfamilie Castelbarco, das zur Aufbewahrung der aus der Region eingezogenen Abgaben diente. Auch die alten Häuser der "Contrada del Molim", die sich entlang des Rio Gresta erstreckt, sind noch erhalten.

## Wirtschaft und Handwerk
Der Rio Gresta spielte einst eine bedeutende Rolle für das lokale Handwerk und lieferte Energie für zahlreiche Mühlen und Sägemühlen. Heute erinnern der steinerne Bogen der Brücke "Pont del Molim" sowie eine noch funktionierende Schmiede mit Hammerwerk an diese Vergangenheit.
In der Via Nuova befindet sich eine kleine Andachtskapelle mit einem Fresko von Enrico Less, das die Madonna zwischen den Heiligen Kajetan und Agnes zeigt. Der Mediziner und Maler Less lebte im 20. Jahrhundert viele Jahre in dem angrenzenden Haus und prägte das Dorf mit seiner Kunst.

## Die Pfarrkirche
Die Pfarrkirche der Heiligen Philippus und Jakobus wurde zwischen 1853 und 1856 erbaut und ersetzte die fast vollständig abgetragene alte Kirche aus dem 16. Jahrhundert (Cesa Vecia). Eines der herausragendsten Kunstwerke der Kirche ist der barocke Holzaltar aus dem Jahr 1645, der aus der ursprünglichen Kirche übernommen wurde. Dieses prachtvoll verzierte und vergoldete Werk ist eine Rarität im südlichen Trentino, da viele vergleichbare Holzaltäre im 18. Jahrhundert durch Marmoraltäre ersetzt wurden.
Der Altar nimmt nahezu die gesamte Höhe des Chorraums ein und ist in drei Ebenen unterteilt. Jede dieser Ebenen wird durch kunstvoll gestaltete Säulen gegliedert und enthält Nischen mit Statuen verschiedener Heiliger. Im oberen Bereich befinden sich die Figuren der Heiligen Petrus und Johannes der Täufer, in der mittleren Ebene die Schutzheiligen Philippus und Jakobus, während das untere Register mit den Heiligen Katharina von Alexandrien, Lucius, Rochus und Martinus besetzt ist. Ein Giebel mit einer Inschrift erinnert an die Stifterin des Altars, eine Gräfin aus dem Haus Castelbarco Gresta, die einst in einem nahegelegenen Schloss lebte.
Hinter dem barocken Holzaltar steht der Hauptaltar aus Marmor, ein Werk der Steinmetzmeister aus Castione. Diese spezialisierten sich im 18. Jahrhundert auf die Gestaltung prachtvoller Kirchenaltäre im Trentino. Der Hauptaltar besteht aus mehrfarbigem Marmor und beeindruckt mit geschwungenen Gesimsen sowie von Engelsfiguren gekrönten Portalen.

## Denkmäler und interessante Orte

### Religiöse Bauwerke
- Kirche der Heiligen Philippus und Jakobus (19. Jahrhundert)
- Kapelle San Rocco
- Cappella dei Siori

### Militärische Bauwerke
- Castel Gresta (13. Jahrhundert)